# Regulatoriskt gennätverk
Ett regulatoriskt gennätverk (Eng. Gene Regulatory Network, eller GRN) är en uppsättning DNA-segment i en (biologisk) cell som interagerar med varandra (indirekt genom deras RNA och proteinuttryck) och med andra ämnen i cellen, genom att reglera hastigheterna med vilka gener i nätverket transkriberas till mRNA. 
I allmänhet går varje mRNA molekyl som transkriberas från DNA vidare för att göra ett specifikt protein (eller uppsättning av proteiner). Beroende på vilket protein det gäller, så har det en av flera möjliga uppgifter. Till exempel kan det vara ett strukturellt protein som ackumuleras i cellväggen eller inuti cellen för att ge cellen särskilda strukturella egenskaper. I andra fall kan proteinet blir ett enzym, en molekylär mikromaskin som katalyserar en viss kemisk reaktion, som till exempel spjälkning av ett födoämnen eller toxin. Vissa proteiner fungerar dock bara för att aktivera andra gener och det är dessa så kallade transkriptionsfaktorer som är huvudaktörerna i regulatoriska gennätverk eller genkaskader. Genom att binda till promotorregionen i början av andra gener kan de aktivera (eller hämma, beroende på typ av transkriptionsfaktor) dessa gener att inleda tillverkning av ett annat protein, som i sin tur kan reglera uttrycket av andra gener på samma sätt och så vidare. Dessa interaktioner mellan gener som tillverkar proteiner som reglerar uttryck av andra genreglerande proteiner, bildar ofta nätverksliknande strukturer, som alltså är det som kallas regulatoriskt gennätverk.